# Dia da Revolução Nacional e da Solidariedade
Dia da Revolução Nacional e da Solidariedade (em bengali:  জাতীয় বিপ্লব ও সংহতি দিবস) foi comemorado em Bangladesh em 7 de novembro, oficialmente até 2007. Isso comemora a revolta de 1975 formada pelo povo e soldados. A revolta, liderada pelo coronel Abu Taher e seu grupo político Jatiyo Samajtantrik Dal, encerrou o golpe de quatro dias organizado pelo major-general Khaled Mosharraf. Ajudou o general Ziaur Rahman, fundador do Partido Nacionalista de Bangladesh, a tomar o poder.

## Rescaldo
Neste dia, o primeiro Chefe de Justiça de Bangladesh, Abu Sadat Mohammad Sayem, foi nomeado Presidente de Bangladesh e Administrador Chefe da Lei Marcial (CMLA) pelo Exército de Bangladesh e o Major General Zia foi nomeado Deputado CMLA. O juiz Sayem não foi eleito por Jatiyo Sangshad nem por um presidente interino. Meses depois, o juiz Sayem deixou o cargo por motivo de saúde, e Zia assumiu os dois cargos de presidente e CMLA. No ano seguinte, o general Zia enforcou o coronel Taher, junto com vários lutadores pela liberdade da Guerra de Libertação de Bangladesh em 1971, por meio de um tribunal militar apressado. Este dia está na série de golpes e contragolpes ocorridos após o assassinato do xeique Mujibur Rahman, o presidente fundador de Bangladesh em 15 de agosto de 1975.

## Atualmente
O governo da Liga Awami não o reconhece nem como um dia revolucionário nem de solidariedade, pois o denunciam como o Dia da Matança dos Lutadores da Liberdade.
O dia 7 de novembro foi feriado nacional em Bangladesh durante as regras do autocrata tenente-general Hossain Mohammad Ershad e do primeiro-ministro Khaleda Zia. Em novembro de 2007, o governo interino de Fakhruddin Ahmed cancelou este feriado.